# Emanuel Terry
Emanuel Terry (Birmingham, 21 agosto 1996) è un cestista statunitense.